# Myrmeleon (Myrmeleon) angustipennis
Myrmeleon (Myrmeleon) angustipennis is een insect uit de familie van de mierenleeuwen (Myrmeleontidae), die tot de orde netvleugeligen (Neuroptera) behoort. 
Myrmeleon (Myrmeleon) angustipennis is voor het eerst wetenschappelijk beschreven door Banks in 1916.